# 苗栗縣僑育多元智能實驗小學
苗栗縣僑育多元智能實驗小學（簡稱僑育國小）為臺灣苗栗縣苗栗市的一所實驗教育小學，附設幼兒園。

## 歷史
1960年5月，創立「苗栗鎮僑育國民學校」，其經費來自於海外華僑捐助八七水災之捐款節餘。
1968年，配合臺灣九年國民義務教育的實施，更名為「苗栗縣苗栗鎮僑育國民小學」。
1981年12月25日，配合苗栗鎮改制為縣轄市，更名為「苗栗縣苗栗市僑育國民小學」。
2020年8月，增設國小附設幼兒園。
2022年6月20日，轉型為實驗小學並更名為「苗栗縣僑育多元智能實驗小學」。

## 姊妹校
- ：Plascrug社區小學（Plascrug Community Primary School）[4]
- ：猊來小學（朝鲜语：예래초등학교）

## 外部連結
- 僑育多元智能實驗小學官網
- 苗栗縣僑育國小的Facebook專頁
- 僑育附幼的Facebook專頁